# Leonid Andreyev
Leonid Andreyev (ur. 6 października 1983 w Taszkencie) – uzbecki lekkoatleta, dziesięcioboista i skoczek o tyczce.
Zdobył złoty medal na Mistrzostwach Świata Juniorów w Lekkoatletyce w 2002 oraz srebrny na Igrzyskach Azjatyckich w 2006. Nie wystartował w eliminacjach skoku o tyczce podczas Letnich Igrzysk Olimpijskich (Ateny 2004). 4 lata później w Pekinie awansował do finału, gdzie nie zaliczył jednak żadnej wysokości. Złoty medalista halowych igrzysk azjatyckich (Hanoi 2009), srebrny – igrzysk azjatyckich (Kanton 2010). Wywalczył również brązowy medal halowych mistrzostw Azji na czempionacie w Dosze.
31 maja 2009 w Żarach na VI Memoriale im. Tadeusza Ślusarskiego zajął drugie miejsce z wynikiem 5,42 m. Jego rekordem życiowym w tej konkurencji jest wynik 5,70 m uzyskany dwukrotnie: 22 maja 2009 w Taszkencie oraz 5 lipca 2009 podczas mityngu we francuskim Sotteville.
W 2013 powrócił do rywalizacji wieloboistów i zdobył brązowy medal mistrzostw Azji w Pune. W 2014 sięgnął po srebro podczas igrzysk azjatyckich w Inczon oraz brązowy medal halowych mistrzostw Azji, w 2016 zaś uczestniczył w rywalizacji dziesięcioboistów podczas Letnich Igrzysk Olimpijskich w Rio de Janeiro.

## Rekordy życiowe
- Skok o tyczce (stadion) – 5,70 (2009)
- Skok o tyczce (hala) – 5,70 (2009)
- Siedmiobój (hala) – 5607 pkt. (2016)
- Dziesięciobój – 7879 pkt. (2014)